# Agaue (Nereide)
Agaue (altgriechisch Ἀγαύη Agaúē, deutsch ‚die Bewundernswerte, Edle‘) ist in der griechischen Mythologie eine der 50 Töchter des Nereus und der Doris und damit eine der Nereiden.
Sie wird in den Namenslisten der Nereiden in der Bibliotheke des Apollodor, bei Homer, Hesiod und Hyginus genannt.
In der Dionysiaka von Nonnos wird geschildert, wie sie während der von Zeus gesandten Sintflut auf einem Fisch über die Wellen reitet.